# Maschinenbett
Das Maschinenbett ist ein Bauteil von Werkzeugmaschinen, das die Führung von Werkzeugschlitten und Maschinentisch übernimmt.
Das Maschinenbett wird in manchen Zusammenhängen auch als Maschinengestell bezeichnet.
Das Maschinenbett besteht oft aus Grauguss, da er schwingungsdämpfend wirkt und so die Fertigungsgenauigkeit erhöht. Auch Stein wie z. B. Granit wird als Material für das Maschinenbett verwendet, vor allem um die thermische Langzeitstabilität zu gewährleisten. Ähnliche Eigenschaften bietet auch Mineralguss, er ist dabei aber leichter zu verarbeiten.
Bei der Kunststoffverarbeitung ist das Maschinenbett meist aus Stahlblechen zusammengeschweißt und enthält bei hydraulischen Maschinen auch die Pumpen und Hydraulikölbehälter.